# Andrea Thiele
Andrea Thiele (* 1972 in Möhnesee) ist eine deutsche Historikerin. Thiele ist seit 2017 als Forschungskoordinatorin des Interdisziplinären Zentrums für die Erforschung der Europäischen Aufklärung (IZEA) an der Martin-Luther-Universität Halle-Wittenberg in Halle (Saale) tätig.

## Leben
Thiele begann 1992 eine Ausbildung zur Tischlerin; einem Beruf, den sie auch eine Zeit lang ausübte. Ab 1997 studierte sie Kunstgeschichte, Philosophie und Geschichte an der Martin-Luther-Universität Halle-Wittenberg. 2002 konnte sie ihr Studium als Magistra Artium erfolgreich beenden. Ihre Magisterarbeit über ein Retabel aus der Werkstatt von Lucas Cranach dem Älteren wurde 2007 mit dem Titel Das aus der Cranach-Werkstatt stammende Retabel von Kade bei Genthin. Eine Stiftung des Hofschenks von Kardinal Albrecht von Brandenburg? als Teil der Wittenberger Tagungsbeiträge anlässlich des 450. Todesjahres Lucas Cranachs des Älteren in den Schriften der Stiftung Luthergedenkstätten in Sachsen-Anhalt veröffentlicht.
Von 2003 bis 2006 erhielt Thiele ein Stipendium am Projekt Stadtgeschichte Halle 2006 an der Halleschen Universität. 2009 promovierte sie an der Philosophischen Fakultät der Martin-Luther-Universität mit einer Dissertation über die Stadt Halle als Residenz des Administrators August von Sachsen zum Dr. phil. Die Schrift erschien 2011 mit dem Titel Residenz auf Abruf? Hof- und Stadtgesellschaft in Halle (Saale) unter dem letzten Administrator des Erzstifts Magdeburg, August von Sachsen (1614–1680) in der monografischen Reihe Forschungen zur hallischen Stadtgeschichte im Mitteldeutschen Verlag.
Von 2009 bis 2011 hatte sie ein Post-Doc-Stipendium am Interdisziplinären Zentrum für die Erforschung der Europäischen Aufklärung (IZEA) in Halle und am Forschungszentrum Gotha der Universität Erfurt. 2011 wurde sie Wissenschaftliche Mitarbeiterin am IZEA im Projekt der Deutschen Forschungsgemeinschaft Edition sämtlicher Briefe von und an Christian Thomasius und ist heute als Forschungskoordinatorin in der Geschäftsführung des IZEA tätig. Thiele war Lehrbeauftragte am Institut für Geschichte der Martin-Luther-Universität Halle-Wittenberg. Ihre Forschungsschwerpunkte sind unter anderem die Frühaufklärung, die Geschichte der Höfe im mitteldeutschen Raum und die Geschichte der Stadt Halle.
Andrea Thiele ist Autorin und Herausgeberin zahlreicher Fachveröffentlichungen und Mitautorin des Jahrbuchs für hallische Stadtgeschichte. Sie ist Vorstandsmitglied im Verein für hallische Stadtgeschichte, in dessen Auftrag sie seit 2007 die Koordination und Redaktion der stadtgeschichtlichen Seite im Kulturfalter durchführt, sowie Mitglied im Forschungszentrum Gotha. 2014 war sie Kuratorin der Ausstellung Im Land der Palme. August von Sachsen (1614–1680), Erzbischof von Magdeburg und Fürst von Halle und 2017 der Ausstellung Wege zur Burg der Moderne. 1905: Die Reinhold-Steckner-Stiftung. in der Moritzburg in Halle.
Zu ihrer Tätigkeit am IZEA gehört auch die Geschäftsführung für die Dessau-Wörlitz-Kommission, deren Ziel die wissenschaftliche Erforschung des Dessau-Wörlitzer Gartenreichs ist und die jährliche Tagungen veranstaltet. In diesem Zusammenhang erschien 2023 im Mitteldeutschen Verlag der von ihr zusammen mit Jana Kittelmann und Michael Niedermeier herausgegebene Tagungsband: Über Gärten im Gespräch. Wechselwirkungen zwischen Landschaftsgärten des 18. und frühen 19. Jahrhunderts in Mittel- und Ostmitteleuropa.

## Veröffentlichungen (Auswahl)
- Zur Topographie Halles als Residenzstadt im 17. Jahrhundert. Kontinuitäten und Brüche rund um Freiheit und Fürstental. Mitteldeutscher Verlag, Halle 2004.
- mit Werner Freitag: Halle 806 bis 1806. Salz, Residenz und Universität. Eine Einführung in die Stadtgeschichte. Mitteldeutscher Verlag, Halle 2006, ISBN 978-3-89812-160-6.
- Das aus der Cranach-Werkstatt stammende Retabel von Kade bei Genthin. Eine Stiftung des Hofschenks von Kardinal Albrecht von Brandenburg? (= Schriften der Stiftung Luthergedenkstätten in Sachsen-Anhalt. Bd. 7), Evangelische Verlags-Anstalt, Leipzig 2007, ISBN 978-3-374-02434-6 (Magisterarbeit).
- Vier Jahrzehnte in Halle. Die Saalestadt als Residenz Augusts zu Sachsen, postulierter Administrator des Erzstifts Magdeburg (1614–1680). Imhof, Petersberg 2007, ISBN 978-3-86568-218-5.
- (Hrsg.) Der Bürger und seine Stadt. Bürgerschaftliches Engagement zwischen Mittelalter und Moderne in Halle. Mitteldeutscher Verlag, Halle 2011, ISBN 978-3-89812-787-5.
- Residenz auf Abruf? Hof- und Stadtgesellschaft in Halle (Saale) unter dem letzten Administrator des Erzstifts Magdeburg, August von Sachsen (1614–1680). Mitteldeutscher Verlag, Halle 2011, ISBN 978-3-89812-735-6 (Dissertationsschrift).
- Schau Halle, wie dein Fürst dich liebt... Halle, die Residenzstadt Augusts von Sachsen und die Residenzbezirke an Moritzburg, Dom und Neuer Residenz. In: Im Land der Palme. August von Sachsen, Erzbischof von Magdeburg und Fürst in Halle (1614–1680). Stiftung Moritzburg, Halle 2014, ISBN 978-3-86105-080-3.
- The Prince as Military Entrepreneur? Why Smaller Saxon Territories Sent ‘Holländische Regimenter’ (Dutch Regiments) to the Dutch Republic. In: Jeff Fynn-Paul (Hrsg.): War, Entrepreneurs, and the State in Europe and the Mediterranean, 1300–1800, Leiden 2014 (= History of Warfare, Bd. 97), S. 170–192.
- „[…] ein nicht wegzuleugnendes Verkehrshindernis“. Zur Bau- und Besitzergeschichte des Grundstücks Große Ulrichstraße 3. In: Caroline Schulz (Hrsg.): Archäologie findet Stadt. Hallesche Stadtgeschichte unter dem Pflaster, Halle 2015 (= Forschungen zur hallischen Stadtgeschichte, Bd. 22), S. 130–154.
- Zwischen Hof, Universität und Stadt – Gottfried von Gedeler, brandenburgischer Ingenieur und das Bauwesen in Halle um 1700. In: Jahrbuch für hallische Stadtgeschichte 2015, S. 130–159.
- Kommunales Gedächtnis und Herrscherlob – Denkmalspraktiken und Zeichengebrauch im frühneuzeitlichen Halle. In: Manfred Hettling (Hrsg.): Politische Denkmäler in der Stadt, Halle 2016 (= Forschungen zur hallischen Stadtgeschichte, Bd. 23), S. 72–94.
- „da das Buch ... nebst andern eingemauret gewesen“. Buchdruck und Buchbesitz in Halle zu Beginn des 16. Jahrhunderts. In: Doreen Zerbe (Hrsg.): Wissensspeicher der Reformation. Die Marienbibliothek und die Bibliothek des Waisenhauses in Halle. Ausstellung zum Auftakt des Reformationsjubiläums im Historischen Waisenhaus vom 30. Oktober 2016 bis zum 26. März 2017, Halle 2016 (= Kataloge der Franckeschen Stiftungen, Bd. 34), S. 74–83.
- Das Bankhaus Steckner und seine Stiftung für die Kunst. In: Freunde und Förderer des Kunstmuseums Moritzburg Halle (Saale) e.V. und Kunstmuseum Moritzburg Halle (Saale) (Hrsg.): Wege zur Burg der Moderne. 1905: Die Reinhold-Steckner-Stiftung, Katalog der gleichnamigen Ausstellung vom 12. Nov. 2017 bis 28. Januar 2018, Halle 2017 (= Die Stifter und Schenker des Kunstmuseums Moritzburg Halle (Saale), Bd. 1), S. 11–18. - mit Thomas Bauer-Friedrich und Susanna Köller: Die Bedeutung der Reinhold-Steckner-Stiftung für den Aufbau der Sammlung des Kunstmuseums Moritzburg Halle (Saale). In: ebd., S. 19–28.
- De vero Christianismo - Das Ringen um das „wahre Christentum“ und die Eintracht im Glauben im Herzogtum Sachsen-Weißenfels. In: Dynastiegewitter. August der Starke versus Herzog Christian, Begleitband zur Sonderausstellung Museum Weißenfels in Schloss Neu-Augustusburg, 29. Sept. 2017 bis 21. Januar 2018, Weißenfels [2017], S. 28–41.
- Ein geistliches Fürstentum unter lutherischer Administration. Das Erzstift Magdeburg unter Herzog August von Sachsen (1638–1680). In: Dietmar Schiersner, Hedwig Röckelein (Hrsg.): Weltliche Herrschaft in geistlicher Hand. Die Germania Sacra im 17. und 18. Jahrhundert. Berlin/Boston 2018 (= Studien zur Germania Sacra. Neue Folge, Bd. 6), S. 223–250.
- Recht, Verfassung und Glaubensgemeinschaft - kommunale Aspekte der Stadt Halle im Mittelalter. In: Entdecke Halle! weiter. Neues Bilder- und Lesebuch zur Stadtgeschichte. Hrsg. von der Stadt Halle (Saale) - Der Oberbürgermeister, Ausstellungskatalog, Halle 2018 (= Veröffentlichungen aus dem Stadtmuseum Halle, Bd. 4), S. 28–35.
- Halle an der Saale. In: Harm von Seggern (Hrsg.): Residenzstädte im Alten Reich (1300–1800). Ein Handbuch. Abt. 1: Analytisches Verzeichnis der Residenzstädte. Teil 1: Nordosten. Ostfildern 2018 (= Residenzenforschung. Neue Folge: Stadt und Hof, Residenzstädte im Alten Reich (1300–1800). Ein Handbuch, hrsg. von Gerhard Fouquet, Olaf Mörke, Matthias Müller und Werner Paravicini), Ostfildern 2018, S. 230–236.
- Über Gärten im Gespräch. Wechselwirkungen zwischen Landschaftsgärten des 18. und frühen 19. Jahrhunderts in Mittel- und Ostmitteleuropa. Hrsg. zus. mit Jana Kittelmann und Michael Niedermeier, Halle 2023, ISBN 978-3-96311-774-9.

Mitarbeit in der Edition der Briefe von und an Christian Thomasius:
- Frank Grunert, Matthias Hambrock, Martin Kühnel (Hrsg.) unter Mitarbeit von Andrea Thiele: Christian Thomasius. Briefwechsel. 1679–1692. Berlin/Boston 2017 (= Christian Thomasius. Briefwechsel. Historisch-kritische Edition, Bd. 1).
- Matthias Hambrock, Martin Kühnel, Andrea Thiele: Supplementband: Personenlexikon für Bd. 1 von: Christian Thomasius: Briefwechsel. Historisch-kritische Edition. Hrsg. von Frank Grunert, Matthias Hambrock u. Martin Kühnel, Halle 2018 (online-Publikation).